# Маккей, Мэтт
Мэ́ттью Грэ́хэм «Мэтт» Макке́й (англ. Matthew Graham "Matt" McKay; 11 января 1983, Брисбен) — австралийский футболист, полузащитник. Большую часть карьеры провёл в «Брисбен Роар», выступал за сборную Австралии.

## Клубная карьера
В профессиональном футболе дебютировал в 2001 году, выступая за команду «Брисбен Страйкерс», в которой провёл три сезона, приняв участие в 51 матче чемпионата.
Своей игрой за «Брисбен Страйкерс» и «Истерн Сабёрбс» привлёк внимание представителей тренерского штаба клуба «Брисбен Роар», в состав которого присоединился в 2005 году. Провёл в этой брисбенской команде следующие шесть сезонов своей игровой карьеры. В течение этого времени также поиграл на условиях аренды в Корее за «Инчхон Юнайтед» и в Китае за «Чанчунь Ятай».
16 августа 2011 года заключил контракт с шотландским клубом «Рейнджерс». Однако за полгода клуб из Глазго столкнулся с финансовыми проблемами, по которым, в частности, согласовал переход австралийца в южнокорейский «Пусан Ай Парк», на тот момент он провёл за команду лишь несколько игр.
Впоследствии Маккей снова играл за «Чанчунь Ятай», в который перешёл в январе 2013 года, заключив с китайским клубом двухлетний контракт. Впрочем, уже летом того же года контракт был расторгнут по обоюдному согласию, и игрок вернулся в Австралию в «родной» «Брисбен Роар», с которым подписал двухлетний контракт.

## Выступления за сборную

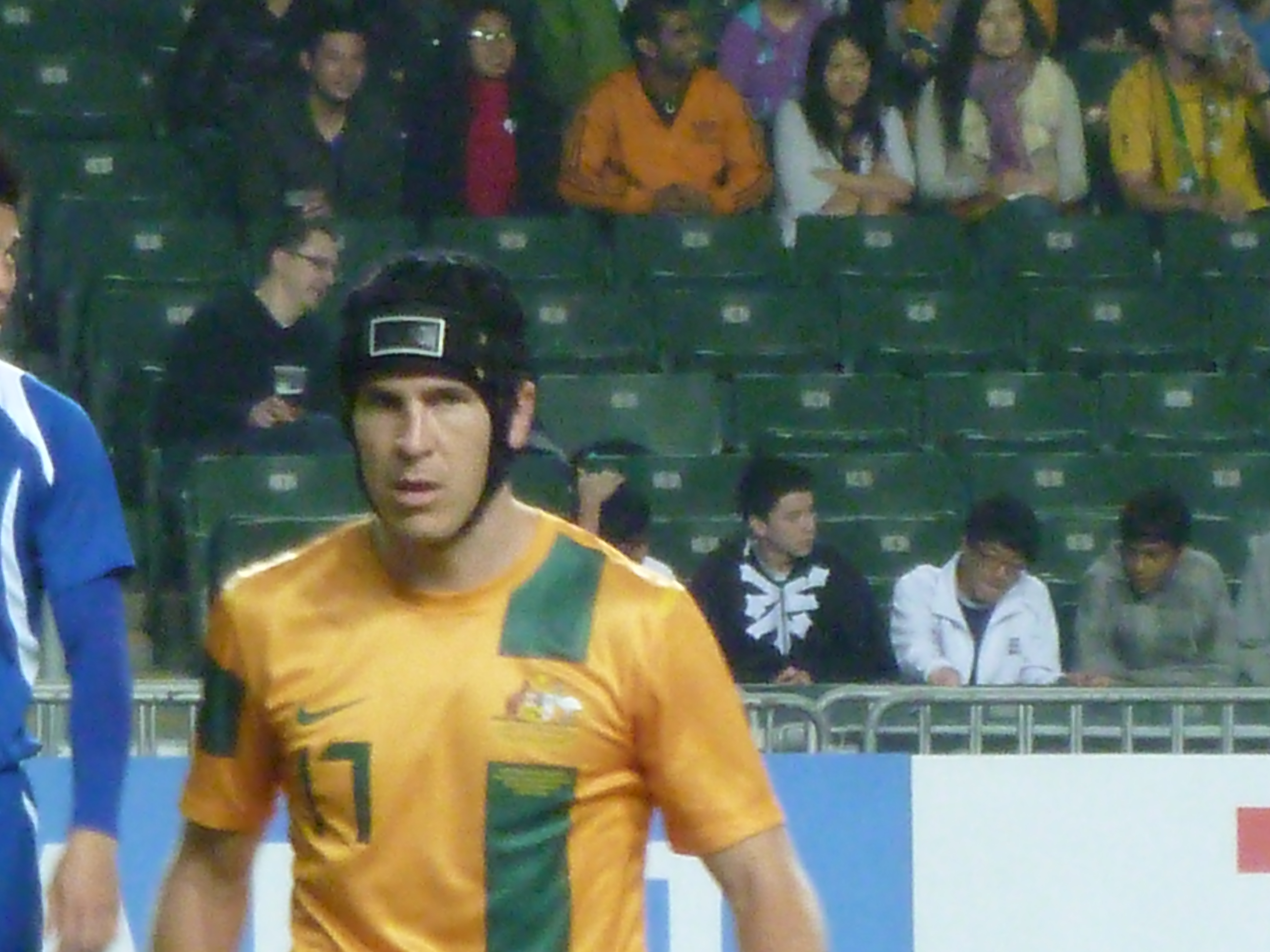
Маккей в матче за сборную (2012)

16 августа 2006 года он дебютировал в официальном матче в составе национальной сборной Австралии, это была игра квалификации к Кубку Азии 2007 против Кувейта.
Маккей выступал за сборную на Кубке Азии 2011 года. Австралия дошла до финала, где уступила с минимальным счётом Японии. 6 сентября 2012 года он забил свой первый гол за сборную в товарищеском матче против Ливана, Австралия выиграла со счётом 3:0. 7 декабря 2012 года Маккей впервые вывел сборную на поле как капитан на матч с Гуамом, Австралия разгромила соперника со счётом 9:0.
Маккей попал в окончательную заявку сборной на чемпионат мира по футболу 2014. Через год игрок представлял свою страну на Кубке Азии 2015. Он вышел в основном составе во втором матче Австралии на турнире против Омана и открыл счёт со скидки Трента Сейнсбери, в итоге Австралия выиграла со счётом 4:0.